# Dicarnosis sinuatis
Dicarnosis sinuatis är en stekelart som beskrevs av Xu 2000. Dicarnosis sinuatis ingår i släktet Dicarnosis och familjen sköldlussteklar. Inga underarter finns listade i Catalogue of Life.